# Nannophryne corynetes
Espèce
Synonymes
- Bufo corynetes Duellman & Ochoa, 1991
- Chaunus corynetes (Duellman & Ochoa, 1991)

Statut de conservation UICN

 EN  : En danger
Nannophryne corynetes est une espèce d'amphibiens de la famille des Bufonidae.

## Répartition
Cette espèce est endémique de la province d'Urubamba dans la région de Cusco au Pérou. Elle se rencontre entre 2 000 et 3 200 m d'altitude.

## Publication originale
- Duellman & Ochoa-M., 1991 : A New Species of Bufo (Anura: Bufonidae) from the Andes of Southern Peru. Copeia, vol. 1991, no 1, p. 137-141.